# فنار (جبل لبنان)
فنار  هي بلدة من بلدات قضاء المتن في محافظة جبل لبنان في لبنان. وهي تبعد ٨ كم عن بيروت.